# 傑納西奧鎮區 (伊利諾伊州亨利縣)
傑納西奧鎮區（英語：Geneseo Township）是位於美國伊利諾伊州亨利縣的一個行政鎮區。

## 地方資料
根據2010年美國人口普查的數據，傑納西奧鎮區的面積為94.20平方千米，當中陸地面積為94.00平方千米，而水域面積為0.20平方千米。當地共有人口7353人，而人口密度為每平方千米78.06人。